# Sudamericano de Rugby A 2007
El Sudamericano de Rugby A del 2007 tuvo la particularidad de ser el más corto de la historia con solo dos partidos disputados. El torneo originalmente iba a ser un triangular entre las selecciones de la CONSUR mejor ubicadas en el ranking de la IRB pero el primer partido en el que se enfrentaban Pumas y Teros tuvo problemas para organizarse y luego de muchas idas y vueltas se suspendió definitivamente.

## Equipos participantes
- Selección de rugby de Argentina (Los Pumas)
- Selección de rugby de Chile (Los Cóndores)
- Selección de rugby de Uruguay (Los Teros)

## Posiciones
| Pos. | Equipo    | Encuentros | Encuentros | Encuentros | Encuentros | Tantos  | Tantos    | Tantos     | Puntos |
| Pos. | Equipo    | jugados    | ganados    | empatados  | perdidos   | a favor | en contra | diferencia | Puntos |
| ---- | --------- | ---------- | ---------- | ---------- | ---------- | ------- | --------- | ---------- | ------ |
| 1    | Argentina | 1          | 1          | 0          | 0          | 79      | 8         | + 71       | 3      |
| 2    | Uruguay   | 1          | 1          | 0          | 0          | 35      | 34        | + 1        | 3      |
| 3    | Chile     | 2          | 0          | 0          | 2          | 42      | 114       | - 72       | 2      |

Nota: Se otorgan 3 puntos al equipo que gane un partido, 2 al que empate y 1 al que pierda

## Resultados

### Primera Fecha
|  | Argentina | Suspendido | Uruguay |  |  |

### Segunda Fecha
| 25 de agosto | Chile | 34 - 35 | Uruguay | Country Club de Santiago, Santiago, Chile |                                       |
|              |       | Reporte |         | Árbitro(s): Leonardo Borghi Argentina     | Árbitro(s): Leonardo Borghi Argentina |

### Tercera Fecha
| 15 de diciembre 16:00 | Argentina | 79 - 8  | Chile | Estadio Ingeniero Hilario Sánchez, San Juan, Argentina               |                                                                      |
|                       |           | Reporte |       | Asistencia: 5.000 espectadores · Árbitro(s): Gustavo Gerbasi Uruguay | Asistencia: 5.000 espectadores · Árbitro(s): Gustavo Gerbasi Uruguay |

| Bandera de Argentina   |
| Campeón Argentina      |
| Vigésimo octavo título |